# Paraguarí (cidade)
Paraguarí é uma cidade e capital do Departamento Paraguarí, Paraguai. Possui uma população de 23 331 habitantes. Sua economia é baseada na mineração, comércio, indústria e agricultura.

## Transporte
O município de Paraguarí é servido pelas seguintes rodovias:
- Ruta 01, que liga a cidade de Assunção ao município de Encarnación (Departamento de Itapúa).
- Caminho em pavimento ligando a cidade ao município de Piribebuy (Departamento de Cordillera)
- Caminho em terra ligando a cidade ao município de Pirayú
- Caminho em pavimento ligando a cidade ao município de Villarrica (Departamento de Guairá)[1][2][3]